# Землетрясение в море Баффина (1933)
20 ноября 1933 года в 18:21 по Североамериканскому восточному времени (23:21 UTC) в море Баффина произошло землетрясение магнитудой 7,4, ощущающееся в Гренландии и на Северо-Западных территориях, Канада.
Эпицентр находился в море Баффина в районе восточного побережья Баффиновой Земли. Это землетрясение является крупнейшим зарегистрированным землетрясением, произошедшим на севере Северной Америки, и самым крупным к северу от Полярного круга. О каком-либо ущербе не сообщалось из-за его удалённости от крупных населённых пунктов.

## Землетрясение
Землетрясение произошло 20 ноября 1933 года в 18:21 по местному времени. Магнитуда землетрясения составила 7,4, гипоцентр находился на глубине 10 километров.
Регион вокруг северо-запада моря Баффина и северо-востока острова Баффин продолжает оставаться сейсмически активным. С 1933 года здесь произошло шесть землетрясений магнитудой 6. Многочисленные небольшие землетрясения магнитудой ~4—5,5 по-прежнему происходят каждый год.